# St. Dionysius (Lindhorst)

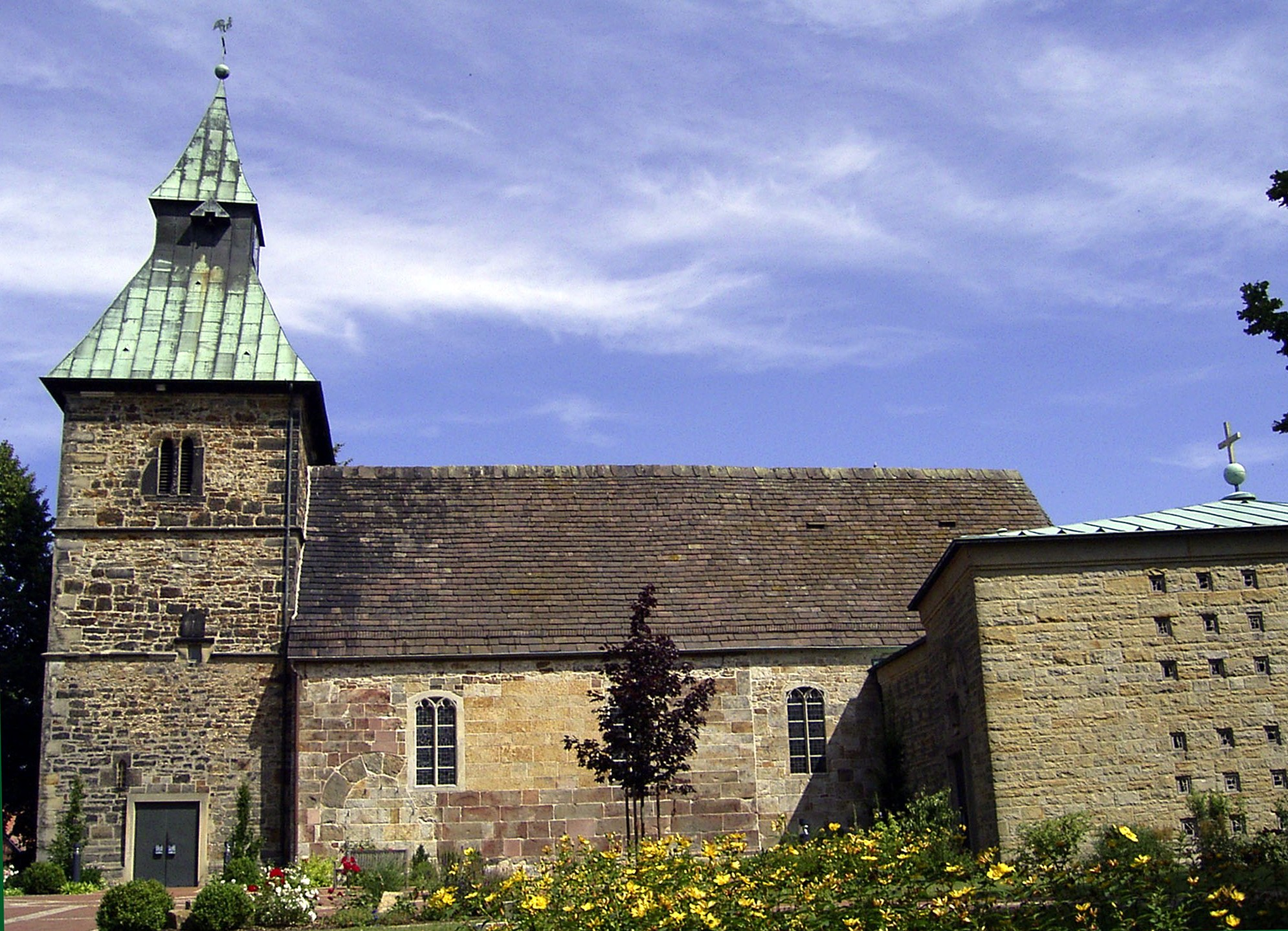
Lindhorst, St. Dionysius

Die evangelisch-lutherische, denkmalgeschützte, nach Dionysius von Paris benannte Kirche St. Dionysius steht in Lindhorst, einer Gemeinde im Landkreis Schaumburg in Niedersachsen. Die Kirchengemeinde Lindhorst gehört zum Bezirk Ost der Evangelisch-Lutherischen Landeskirche Schaumburg-Lippe.

## Beschreibung

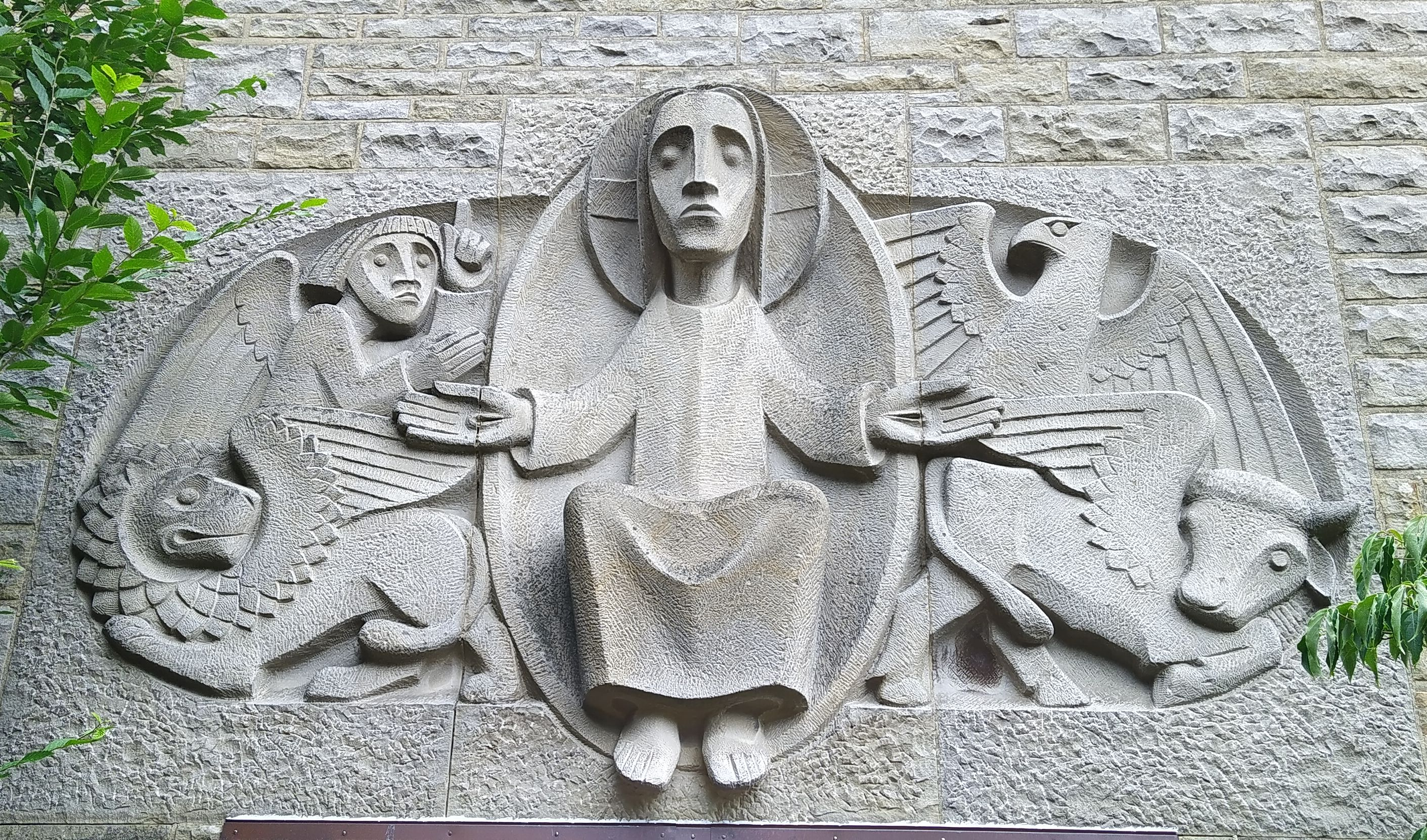
Portalrelief Der auferstandene Christus mit den Symbolen der Evangelisten von Kurt Lettow

Das romanische Langhaus wurde um 1180 aus Quadermauerwerk errichtet. Seine beiden Joche sind mit einem Kreuzgratgewölbe überspannt, in dem Teile eines Freskos zu erkennen sind. Der Kirchturm, der sich im Westen anschließt, wurde 1565 aus Bruchsteinen gebaut, eingerahmt von Ecksteinen. Das Langhaus wurde am Ende des 15. Jahrhunderts um den gotischen Chor und einer Apsis mit 5/8-Schluss erweitert, der von Strebepfeilern gestützt wird, zwischen denen sich Maßwerkfenster befinden. Der ehemalige Triumphbogen bildet jetzt die Grenze zwischen dem gotischen kreuzrippengewölbten Chor und den Anbau eines Arms eines Querschiffs von 1967 an der Südseite, der erforderlich wurde, um alle Gottesdienstbesucher aufzunehmen.
Der quadratische Turm ist von gekehlten Stockwerkgesimsen dreigeschossig gegliedert, im obersten Geschoss befinden sich spitzbogige Biforien als Klangarkaden. Darüber trägt er ein kupfernes Pyramidendach, auf dem eine geschlossene Laterne sitzt. Das Langhaus und der Chor sind mit einem Satteldach aus Sollingplatten gedeckt. Die Halle des Turms ist längs mit einem Tonnengewölbe überspannt, das von einer Wendeltreppe durchstoßen wird. Die Sonnenuhr am Turm ist mit 1616 datiert. In den Kappen der Apsis befinden sich Deckenmalereien vom Ende des 16. Jahrhunderts. Den Altarraum ziert seit 1515 ein gotischer Schrein eines ehemaligen Triptychons. Im Zentrum ist der Kalvarienberg dargestellt.